# جنگ خیریه
جنگ خیریه (به تامیلی: Dharma Yuddham) فیلمی محصول سال ۱۹۷۹ و به کارگردانی آر.اس. ساکتی است. در این فیلم بازیگرانی همچون راجینیکانت، سری دوی، تینگای سیریواسان، میجر سوندراجان ایفای نقش کرده‌اند.